# Villy-le-Bouveret
Villy-le-Bouveret är en kommun i departementet Haute-Savoie i regionen Auvergne-Rhône-Alpes i sydöstra Frankrike. Kommunen ligger i kantonen Cruseilles som tillhör arrondissementet Saint-Julien-en-Genevois. År 2022 hade Villy-le-Bouveret 637 invånare.

## Befolkningsutveckling
Antalet invånare i kommunen Villy-le-Bouveret
| Referens: INSEE |